# Синніколау-де-Мунте
Синніколау-де-Мунте (рум. Sânnicolau de Munte) — село у повіті Біхор в Румунії. Адміністративно підпорядковане місту Секуєнь.
Село розташоване на відстані 442 км на північний захід від Бухареста, 30 км на північний схід від Ораді, 125 км на північний захід від Клуж-Напоки.

## Населення
За даними перепису населення 2002 року у селі проживали 907 осіб.
Національний склад населення села:
| Національність | Кількість осіб | Відсоток |
| -------------- | -------------- | -------- |
| угорці         | 682            | 75,2%    |
| цигани         | 217            | 23,9%    |
| румуни         | 7              | 0,8%     |

Рідною мовою назвали:
| Мова      | Кількість осіб | Відсоток |
| --------- | -------------- | -------- |
| угорська  | 722            | 79,6%    |
| циганська | 179            | 19,7%    |
| румунська | 6              | 0,7%     |